# 2017 en climatologie
Cet article présente les faits marquants de l'année 2017 en climatologie.

## Évènements
2017 fut la 2e année la plus chaude dans  le monde depuis le début des relevés (1850) mais est maintenant devance par 2019, a été confirmée comme marquée par une température moyenne de 1,1 °C supérieure à la moyenne de la période préindustrielle 1850-1900 à exequo avec 2015.
Le rapport sur l'état du climat en 2017 (28e édition d'une compilation publiée par la National Oceanic and Atmospheric Administration ou NOAA, données compilées par 524 scientifiques travaillant dans 65 pays), paru mi-2018 explique que 2017 n’a été « que » la deuxième ou la troisième année la plus chaude depuis 1800, alors que cette même année, avec un taux de 405 ppm, le CO2 de l'air n'avait jamais été aussi élevé depuis environ 800 000 ans, mais :
- Le CO2 y a encore augmenté de 2,2 ppm dans l’air en 1 an ; Le taux de croissance global du CO2 a presque quadruplé depuis le début des années 1960[2].
- Le taux de CO2 a dépassé en 2017 son record depuis qu’il est enregistré (405 parties par million ou ppm) ; niveau jamais connu sur Terre depuis 800 000 ans[2].
- 2017 a été l'année non-El Niño (ou "El Niño-neutre ») la plus chaude jamais mesurée. La température de la basse troposphère était la deuxième ou la troisième plus élevée depuis qu’on la mesure et la basse stratosphère était plus chaude de 0,2 °C qu’en 2016 (qui avait été une année record), d'après la plupart des données in situ et satellitaires. Plusieurs pays, dont l'Argentine, l'Uruguay, l'Espagne et la Bulgarie, ont battu leur record de température moyenne annuelle, dont le Mexique pour la quatrième année consécutive. Le 27 janvier, la température a atteint 43,4 °C à Puerto Madryn, en Argentine, soit la température la plus élevée jamais enregistrée au sud dans le monde. Le 28 mai, à Turbat, dans l'ouest du Pakistan, le maximum de 53,5 °C a égalé la température la plus élevée jamais enregistrée au Pakistan et est devenu la température la plus élevée du monde en mai. L’Espagne et le Portugal ont respectivement enregistré leurs deuxième et troisième années les plus sèches[3].
- Les taux de méthane et d'oxyde nitreux (les 2 GES les plus puissants) ont été les plus élevés jamais enregistrés. - Le méthane a augmenté en 2017 (en 1 an) dans l’air de 6,9 parties par milliard (ppb), passant à 1849,7 ppb. - L’oxyde nitreux a augmenté de 0,9 ppb, passant à 329,8 ppb [3].
- 2017 a clos un évènement mondial de blanchissement des coraux (qui a duré trois ans : de juin 2014 à mai 2017 ; c’est le plus long et le plus destructeur jamais documenté)[3].
- Précipitations mondiales : elles ont été supérieures à la moyenne à long terme (ex : 2e année la plus humide depuis 1900 en Russie). Des parties du Venezuela, du Nigeria et de l'Inde ont eu des pluies et inondations plus abondantes qu’attendues. Harvey a été l’ouragan qui a produit des totaux pluviométriques records dans certaines régions du Texas et de la Louisiane, dont 1 538,7 mm près de Beaumont, au Texas, qui dépasse de loin le précédent record connu des États-Unis pour les cyclones tropicaux de 1 320,8 mm. Au Nigeria, les fortes pluies d'août et de septembre ont provoqué le débordement des fleuves Niger et Benue, entrainant des inondations qui ont déplacé plus de 100 000 personnes[3].
- Ceci n’a pas empêché des feux de forêt dans le monde entier (4 millions d'hectares perdus aux États-Unis avec un coût de plus de 18 milliards de dollars, soit trois fois le coût du record précédent américain (1991) ; En Colombie-Britannique (Canada) ce sont  1,2 million d'hectares de bois, de buissons et de prairies qui ont brûlé, lors de l'été le plus sec jamais mesuré dans cette province. La région amazonienne a connu quelque 272 000 feux de forêt en 1 an[3].
- Pergélisol : fonte record en Alaska + températures records du pergélisol dans 5 des 6 observatoires du pergélisol du pays. Ce pergélisol libère du CO2, du méthane (et du mercure) dans l’atmosphère.
- La glace de mer arctique a atteint son plus bas niveau en 38 ans (inférieure de 8% à la moyenne déclarée de 1981 à 2010)[3].
- Couverture neigeuse printanière arctique : supérieure à la moyenne de 1981 à 2010[3].
- Inlandsis du Groenland : il a regagné un peu de masse par rapport au record de 2016[3].
- 2017 a néanmoins été la 2e année la plus chaude en Arctique[3].
- Le niveau marin moyen mondial : il est devenu la moyenne annuelle la plus élevée du relevé altimétrique satellitaire sur 25 ans (atteignant 77 mm de plus que la moyenne de 1993)[3].
- 2017 a connu dans l’hémisphère sud le deuxième plus petit trou d'ozone antarctique observé depuis 1988[3].